# Dilatación térmica negativa
La dilatación térmica negativa es un proceso físico-químico en el que algunos materiales se contraen al ser calentados, al contrario de lo que hacen la mayoría de las sustancias. Estos materiales tienen una amplia gama de aplicaciones potenciales en ingeniería, fotónica, electrónica, y en usos estructurales. Por ejemplo, mezclando un material de expansión térmica negativa con un material "normal" que se expanda al calentarlo, sería posible hacer un material compuesto de expansión cero.

## Origen de la dilatación térmica negativa
Hay ciertos procesos físicos que pueden causar la contracción de un material con temperaturas crecientes, incluyendo los modos de vibración transversal, los modos de unidad rígida y las transiciones de fase.
Recientemente, Liu y otros han demostrado que este fenómeno se origina a partir de la existencia de presión alta, fases de volumen pequeño con entropía elevada, y con sus configuraciones presentes en la matriz de fase estable a través de fluctuaciones térmicas.

## Expansión térmica negativa
La expansión térmica negativa se observa normalmente en sustancias cuyas moléculas están dispuestas en sistemas cuasi-cristalizados con interacciones direccionales (como el hielo o el grafeno) y en compuestos complejos (como Cu2O, ZrW2O8, beta-cuarzo, algunas zeolitas, etc.). Aun así, en un artículo se ha expuesto que la dilatación térmica negativa (DTN) también se presenta en componentes con estructuras empaquetadas compactas con interacciones de un par de fuerzas central. Se ha propuesto la siguiente condición suficiente (relativa al aumento de potencial) de los materiales con comportamiento (DTN):
{\displaystyle \Pi '''(a)>0,}
donde {\displaystyle \Pi } es el par interatómico potencial, y {\displaystyle a} es la distancia de equilibrio. Esta condición es:
- (i) Necesaria y suficiente en una dimensión.
- (ii) Suficiente, pero no necesaria en dos y tres dimensiones.

Una condición aproximadamente necesaria  y suficiente se deduce en el artículo
{\displaystyle \Pi '''(a)a>-(d-1)\Pi ''(a),}
donde {\displaystyle d} es la dimensión espacial. Así, en 2D y 3D la dilatación térmica negativa en sistemas cuasi-cristalizados con interacciones de par se da incluso cuando la tercera derivada del potencial es cero o incluso negativa. Debe notarse que los casos unidimensionales y multidimensionales son cualitativamente diferentes. En 1D, la expansión térmica está constreñida solo por la desarmonía del potencial interatómico. Por lo tanto, el signo del coeficiente de expansión térmica está determinado por el signo de la tercera derivada del potencial. En el caso multidimensional, la geometría no-lineal está también presente, y las vibraciones de la malla de moléculas son no-lineales incluso en el caso de potencial interatómico armónico. Esta no-linealidad contribuye a la expansión térmica. Por lo tanto, en caso multidimensional, tanto {\displaystyle \Pi ''} como {\displaystyle \Pi '''} intervienen como condiciones para que se verifique la dilatación térmica negativa.

## Aplicaciones
Hay muchas aplicaciones potenciales para materiales con propiedades de dilatación térmicas controladas. La expansión térmica causa muchos problemas en ingeniería, y de hecho en vida diaria. Un ejemplo sencillo de un problema de expansión térmico es la tendencia de los rellenos dentales a expandirse con una tasa diferente a la de los dientes, (por ejemplo, cuando se ingiere una bebida caliente) causando dolor de muelas. Si los rellenos dentales estuvieran hechos de un material compuesto conteniendo una mezcla de materiales con coeficientes de dilatación térmica negativos y positivos, entonces la expansión global podría ser precisamente ajustada a la del esmalte del diente.
La vitro cerámica es utilizada en placas de cocina.

## Materiales
Quizás uno de los más estudiados materiales que exhibe la expansión térmica negativa es el Tungstato Cúbico de Circonio (ZrW2O8). Este compuesto se contrae continuamente en una gama de temperatura de 0,3 a 1050 K (a temperaturas más altas el material se descompone). Materiales con este comportamiento son otros miembros de la familia de materiales AM2O8 (dónde A = Zr o Hf, M = Mo o W) y ZrV2O7. A2(MO4)3 también es un ejemplo de expansión térmica negativa controlable.
El hielo normal muestra comportamiento (DTN) en sus fases hexagonales y cúbicas en temperaturas muy bajas (por debajo de -200 °C). En su forma líquida, el agua pura también muestra dilatación térmica negativa por debajo de 3,984 °C.
Gomas elásticas muestran esta propiedad a temperaturas normales, pero la razón del efecto es bastante diferente a las de otros materiales. Expuesto de forma somera, cuando las cadenas largas del polímero absorben energía, adoptan una configuración más arrollada, reduciendo el volumen del material.
El cuarzo y un buen número de zeolitas también muestran dilatación térmica negativa sobre ciertas gamas de temperatura. El silicio sin impurezas tiene un coeficiente negativo de expansión térmica para temperaturas entre aproximadamente 18 K y 120 K. El trifluoruro de escandio cúbico tiene esta propiedad que se ha explicado por la oscilación cuártica de los iones de fluoruro. La energía almacenada en la tensión de doblar el ion de fluoruro es proporcional a la cuarta potencia del ángulo de desplazamiento, al revés que en la mayoría de los otros materiales donde es proporcional al cuadrado del desplazamiento. Un átomo de flúor está ligado a dos átomos de escandio, y cuando la temperatura aumenta, el flúor oscila más perpendicular a sus vínculos. Esto sitúa los átomos de escandio juntos en el material y lo contrae.  ScF3 exhibe esta propiedad de 10K a 1100K, temperatura por encima de la que muestra la expansión térmica positiva normal.
Otras sustancias que se expanden al congelarse son el ácido acético, el silicio, el galio, el germanio, el antimonio, el bismuto, el plutonio y también compuestos químicos que forman amplias redes cristalinas con coordinación tetraédrica.

### Caso del agua y del hielo
|                                                                      |                  |
| Temp (°C)                                                            | Densidad (kg/m³) |
| +100                                                                 | 958.4            |
| +80                                                                  | 971.8            |
| +60                                                                  | 983.2            |
| +40                                                                  | 992.2            |
| +30                                                                  | 995.6502         |
| +25                                                                  | 997.0479         |
| +22                                                                  | 997.7735         |
| +20                                                                  | 998.2071         |
| +15                                                                  | 999.1026         |
| +10                                                                  | 999.7026         |
| +4                                                                   | 999.9720         |
| 0                                                                    | 999.8395         |
| −10                                                                  | 998.117          |
| −20                                                                  | 993.547          |
| −30                                                                  | 983.854          |
| Los valores por debajo de 0 °C están referidos a agua sobreenfriada. |                  |

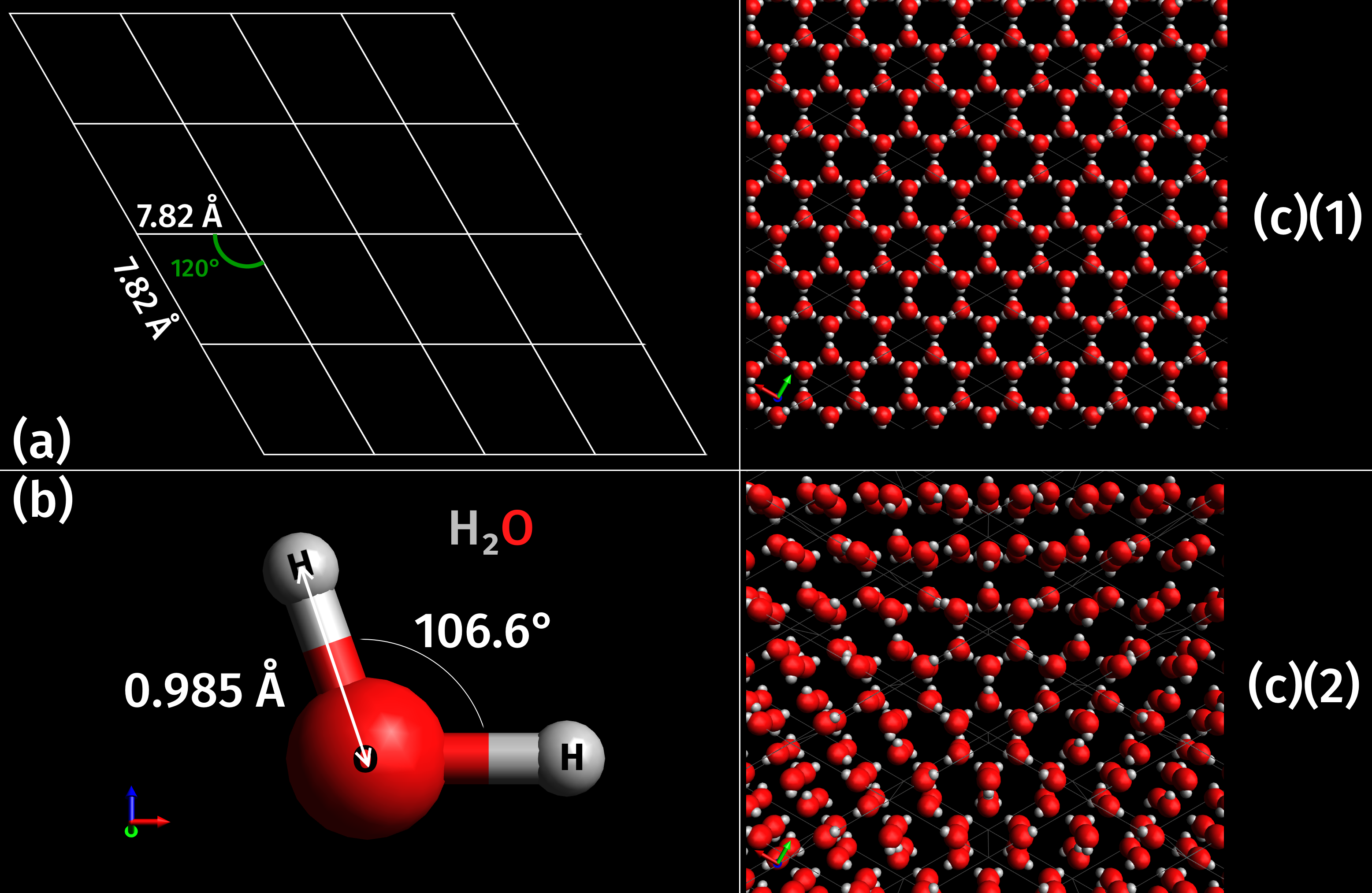
La estructura cristalina tridimensional del H_{2}O del hielo (c) está compuesta de moléculas (b) localizadas en los puntos de la rejilla hexagonal bidimensional (a). El valor angular del H–O–H y la distancia del O–H provienen de la obra Physics of Ice con incertidumbres de ±1.5° y ±0.005 Å respectivamente. La celda negra en (c) es la definida por Bernal y Fowler.

La densidad del agua es de aproximadamente un gramo por centímetro cúbico. Depende de su temperatura, pero la relación no es lineal. Cuando se enfría desde la temperatura de laboratorio, el agua líquida se convierte en cada vez más densa como otras sustancias, pero aproximadamente a los 4 °C alcanza su máxima densidad. A medida que se enfría más, se expande y se reduce su densidad. Esta expansión térmica negativa inusual se atribuye a fuertes interacciones intermoleculares, dependientes de la orientación de los átomos de hidrógeno y se observa también en el sílice fundido.
La forma sólida de la mayoría de sustancias es más densa que la fase líquida; por lo tanto, un bloque de la mayoría de los sólidos se hundirá en el material fundido. Sin embargo, un bloque de hielo flota en el agua líquida porque el hielo es menos denso que el agua. Tras la congelación, la densidad del agua disminuye en aproximadamente un 9%. Esto es debido a la reducción de las vibraciones intermoleculares del agua, lo que permite que las moléculas formen enlaces de hidrógeno estables con sus vecinas, y de ese modo se bloquean gradualmente en posiciones fijas que recuerdan una retícula hexagonal. Considerando que los enlaces de hidrógeno son más cortos en el hielo que en el agua líquida, este efecto de bloqueo reduce el número medio de moléculas del líquido capaces de aproximar sus núcleos. 
Solo el hielo en su forma cristalina hexagonal normal es menos denso que el agua. Bajo presión creciente, el hielo se somete a sucesivas transiciones para dar otras formas alotrópicas con una densidad mayor que el agua líquida, tales como el hielo II, hielo III, hielo amorfo de alta densidad (HDA), y hielo amorfo de muy alta densidad (VHDA).
El agua también se expande significativamente a medida que la temperatura aumenta. Cuando está cerca del punto de ebullición, presenta una densidad que es el 96% de la densidad del agua a 4 °C.
El punto de fusión del hielo es 0 °C a presión normal. Sin embargo, el agua líquida pura puede ser sobreenfriada muy por debajo de esa temperatura sin que se congele si el líquido no es alterado mecánicamente. Puede permanecer en un estado fluido hasta el punto de nucleación homogénea de aproximadamente -42 °C. El punto de fusión del hielo hexagonal ordinario baja moderadamente a altas presiones, pero si se transforma en las otras formas alótropas citadas, el punto de fusión aumenta notablemente, alcanzando los 81,85 °C en el punto triple del hielo VII.
Se requiere un aumento significativo de la presión para bajar el punto de congelación. Por ejemplo, la presión ejercida por un patinador sobre hielo solo reduce el punto de fusión en aproximadamente 0,09 °C.

Estas propiedades del agua tienen consecuencias importantes en su papel en los ecosistemas de la Tierra. El agua a una temperatura de 4 °C siempre se acumula en el fondo de los lagos de agua dulce, con independencia de la temperatura en la atmósfera. 

Distribución de temperaturas en un lago en verano y en invierno

 En los países fríos, cuando la temperatura del agua dulce alcanza 4 °C, las capas de agua cerca de la superficie en contacto con el aire frío continúan perdiendo energía calorífica y su temperatura cae por debajo de 4 °C. Al enfriarse por debajo de 4 °C, estas capas no se hunden, puesto que su densidad se reduce. Debido a esto, la capa de agua a 4 °C se mantiene en la parte inferior y por encima de esta, se forman capas de agua a 3 °C, 2 °C, 1 °C y 0 °C. Como el agua a 0 °C es menos densa, flota en la parte superior y se convierte en hielo, mientras el agua sigue enfriándose. El crecimiento del hielo continúa en su cara inferior debido al flujo de calor a través del propio hielo (la conductividad térmica del hielo es similar a la del vidrio). El agua más profunda por debajo del hielo se mantiene todavía a 4 °C. A medida que la capa de hielo protege al lago del efecto del viento, el agua ya no se desplaza más. Aunque tanto el agua como el hielo son relativamente buenos conductores del calor, una capa gruesa de hielo y una capa gruesa de agua estratificada bajo el hielo ralentizan aún más la pérdida de calor del lago con relación a cuando estaba expuesto. Por lo tanto, es poco probable que los lagos suficientemente profundos se congelen por completo, a menos que se agiten por las fuertes corrientes generadas al mezclarse el agua a distintas temperaturas, lo que aceleraría el enfriamiento.
Siempre y cuando el estanque o lago no se congele completamente, la vida acuática no está expuesta a temperaturas de congelación. Cuando se inicia el calentamiento, los trozos de hielo flotan, en lugar de hundirse hasta el fondo, donde podrían fundirse con extrema lentitud. Por lo tanto, estas propiedades del agua permiten a las formas de vida acuática de los lagos sobrevivir durante el invierno.

### Densidad del agua salada y el hielo

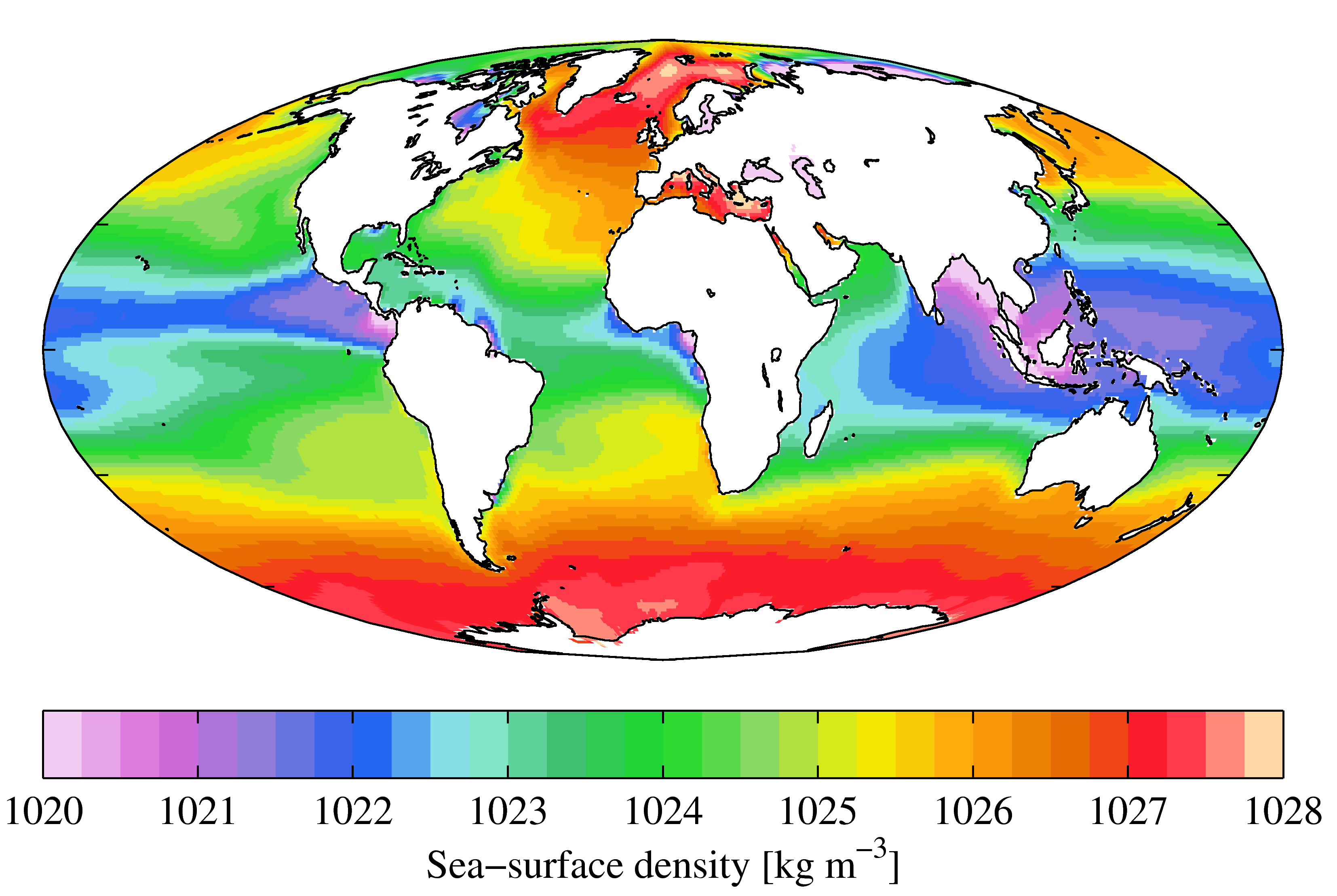
"World Ocean Atlas". Densidad de los océanos

La densidad del agua depende de su temperatura y del contenido de sal disuelta. Como es bien sabido, el hielo flota en los océanos; de lo contrario, se congelarían de abajo hacia arriba por acumulación de hielo en el fondo oceánico. Sin embargo, el contenido de sal de los océanos disminuye el punto de congelación en alrededor de 2 °C, y reduce la temperatura de la máxima densidad del agua hasta el punto de congelación. Es por esto que, en el agua del océano, la convección hacia abajo del agua más fría no es bloqueada por una expansión del agua a medida que se vuelve más fría cerca del punto de congelación, dado que el agua fría de los océanos cerca del punto de congelación continúa hundiéndose. Por esta razón, cualquier criatura tratando de sobrevivir en la parte inferior de dicha agua fría (como en el océano Ártico) generalmente vive en el agua que está 4 °C más fría que la temperatura en el fondo de los lagos y los ríos en invierno.
A medida que la superficie del agua salada comienza a congelarse (a -1,9 °C para el agua de mar de salinidad normal; sobre el 3,5% de concentración de sal) el hielo que se forma queda esencialmente libre de sal con una densidad aproximadamente igual a la de hielo de agua dulce. Este hielo flota en la superficie y la sal que pierde se suma a la salinidad y a la densidad del agua de mar justo debajo de él, en un proceso conocido como expulsión de salmuera. La mayor densidad forma un sumidero de agua salada, generándose un movimiento de convección con el agua de mar que la sustituye. Esto proporciona esencialmente hielo de agua dulce a -1,9 °C en la superficie. Por debajo de la formación de hielo, el aumento de la densidad del agua de mar provoca que se hunda hacia el fondo. A gran escala, el proceso de expulsión de salmuera conlleva que el agua fría y más cargada de sal se hunda, resultando grandes masas en movimiento. Este proceso genera las corrientes oceánicas que transportan esta agua lejos de los polos, lo que lleva a un sistema global de corrientes llamado circulación termohalina.

## Lecturas relacionadas
- Miller, W.; Smith, C. W.; MacKenzie, D. S.; Evans, K. E. (2009). «Negative thermal expansion: a review». Journal of Materials Science 44 (20): 5441-5451. Bibcode:2009JMatS..44.5441M. doi:10.1007/s10853-009-3692-4."Negative thermal expansion: a review". Journal of Materials Science 44 (20): 5441–5451. Bibcode:2009JMatS..44.5441M. doi:10.1007/s10853-009-3692-4.
- Li, J.; Yokochi, A.; Amos, T. G.; Sleight, A. W. (2002). «Strong Negative Thermal Expansion along the O−Cu−O Linkage in CuScO2». Chemistry of Materials 14 (6): 2602-2606. doi:10.1021/cm011633v."Strong Negative Thermal Expansion along the O−Cu−O Linkage in CuScO2". Chemistry of Materials 14 (6): 2602–2606. doi:10.1021/cm011633v.
- Noailles, L. D.; Peng, H.-h.; Starkovich, J.; Dunn, B. (2004). «Thermal Expansion and Phase Formation of ZrW2O8 Aerogels». Chemistry of Materials 16 (7): 1252-1259. doi:10.1021/cm034791q."Thermal Expansion and Phase Formation of ZrW2O8 Aerogels". Chemistry of Materials 16 (7): 1252–1259. doi:10.1021/cm034791q.
- Grzechnik, A.; Crichton, W. A.; Syassen, K.; Adler, P.; Mezouar, M. (2001). «A New Polymorph of ZrW2O8 Synthesized at High Pressures and High Temperatures». Chemistry of Materials 13 (11): 4255-4259. doi:10.1021/cm011126d."A New Polymorph of ZrW2O8 Synthesized at High Pressures and High Temperatures". Chemistry of Materials 13 (11): 4255–4259. doi:10.1021/cm011126d.
- Sanson, A.; Rocca, F.; Dalba, G.; Fornasini, P.; Grisenti, R.; Dapiaggi, M.; Artioli, G. (2006). «Negative thermal expansion and local dynamics in Cu2O and Ag2O». Physical Review B 73 (21): 214305. Bibcode:2006PhRvB..73u4305S. doi:10.1103/PhysRevB.73.214305."Negative thermal expansion and local dynamics in Cu2O and Ag2O". Physical Review B 73 (21): 214305. Bibcode:2006PhRvB..73u4305S. doi:10.1103/PhysRevB.73.214305.
- Bhange, D. S.; Ramaswamy, Veda (2006). «Negative thermal expansion in silicalite-1 and zirconium silicalite-1 having MFI structure». Materials Research Bulletin 41 (7): 1392-1402. doi:10.1016/j.materresbull.2005.12.002."Negative thermal expansion in silicalite-1 and zirconium silicalite-1 having MFI structure". Materials Research Bulletin 41 (7): 1392–1402. doi:10.1016/j.materresbull.2005.12.002.